# Cremolobus bolivianus
Cremolobus bolivianus är en korsblommig växtart som beskrevs av Nathaniel Lord Britton. Cremolobus bolivianus ingår i släktet Cremolobus, och familjen korsblommiga växter. Inga underarter finns listade i Catalogue of Life.